# Wahlbezirk Böhmen 94
Der Wahlbezirk Böhmen 94 war ein Wahlkreis für die Wahlen zum Abgeordnetenhaus im österreichischen Kronland Böhmen. Der Wahlbezirk wurde 1907 mit der Einführung der Reichsratswahlordnung geschaffen und bestand bis zum Zusammenbruch der Habsburgermonarchie.

## Geschichte
Nachdem der Reichsrat im Herbst 1906 das allgemeine, gleiche, geheime und direkte Männerwahlrecht beschlossen hatte, wurde mit 26. Jänner 1907 die große Wahlrechtsreform durch Sanktionierung von Kaiser Franz Joseph I. gültig. Mit der neuen Reichsratswahlordnung schuf man insgesamt 516 Wahlbezirke mit je einem zu wählenden Abgeordneten, die durch Direktwahl mit allfälliger Stichwahl bestimmt wurden. Der Wahlkreis Böhmen 94 umfasste die Städte Krumau, Kaplitz, Gratzen, Winterberg, Prachatitz, Wallern, Neubistritz, Hohenfurth und Rosenberg. Aus der Reichsratswahl 1907 ging Friedrich Nitsche von Hohenplan (Deutsche Fortschrittspartei) als Sieger hervor. Bei der Reichsratswahl 1911 konnte sich hingegen Friedrich Wichtl (Deutschradikale Partei) durchsetzen.

## Wahlergebnisse

### Reichsratswahl 1907
Die Reichsratswahl 1907 wurde am 14. Mai 1907 (erster Wahlgang) sowie am 23. Mai 1907 (Stichwahl) durchgeführt.

#### Erster Wahlgang
| Kandidat                                                              | Partei                      | Wahlkreis- stimmen | Prozent |
| --------------------------------------------------------------------- | --------------------------- | ------------------ | ------- |
| Karl Gürlich                                                          | Sozialdemokratische Partei  | 1428               | 26,3 %  |
| Friedrich Nitsche                                                     | Deutsche Fortschrittspartei | 1380               | 25,4 %  |
| Hans Schebesta                                                        | Freialldeutsche Partei      | 1134               | 20,9 %  |
| Bittner                                                               | Christlichsoziale Partei    | 1052               | 19,4 %  |
| Litera                                                                | Tschechischer Zählkandidat  | 414                | 7,6 %   |
|                                                                       | Sonstige Parteien           | 23                 | 0,4 %   |
| Wahlberechtigte: 6488, Ungültige Stimmen: 28, Wahlbeteiligung: 84,1 % |                             |                    |         |

#### Stichwahl
| Kandidat                                                              | Partei                      | Wahlkreis- stimmen | Prozent |
| --------------------------------------------------------------------- | --------------------------- | ------------------ | ------- |
| Friedrich Nitsche                                                     | Deutsche Fortschrittspartei | 61,9 %             |         |
| Karl Gürlich                                                          | Sozialdemokratische Partei  | 1918               | 38,1 %  |
| Wahlberechtigte: 6488, Ungültige Stimmen: 54, Wahlbeteiligung: 78,4 % |                             |                    |         |

### Reichsratswahl 1911
Die Reichsratswahl 1911 wurde am 13. Juni 1911 sowie am 20. Juni 1911 (Stichwahl) durchgeführt.

#### Erster Wahlgang
| Kandidat                                                              | Partei                      | Wahlkreis- stimmen | Prozent |
| --------------------------------------------------------------------- | --------------------------- | ------------------ | ------- |
| Friedrich Wichtl                                                      | Deutschradikale Partei      | 1703               | 31,8 %  |
| Wilhelm Wilhelm                                                       | Sozialdemokratische Partei  | 1683               | 31,5 %  |
| Franz Habel                                                           | Christlichsoziale Partei    | 977                | 18,3 %  |
| Franz Khemeter                                                        | Deutsche Fortschrittspartei | 923                | 17,3 %  |
|                                                                       | Sonstige Parteien           | 29                 | 0,5 %   |
| Wahlberechtigte: 6750, Ungültige Stimmen: 33, Wahlbeteiligung: 79,2 % |                             |                    |         |

#### Stichwahl
| Kandidat                                                              | Partei                     | Wahlkreis- stimmen | Prozent |
| --------------------------------------------------------------------- | -------------------------- | ------------------ | ------- |
| Friedrich Wichtl                                                      | Deutschradikale Partei     | 2819               | 55,6 %  |
| Wilhelm Wilhelm                                                       | Sozialdemokratische Partei | 2247               | 44,4 %  |
| Wahlberechtigte: 6750, Ungültige Stimmen: 60, Wahlbeteiligung: 75,9 % |                            |                    |         |